# Fuaim
Fuaim to szósty album irlandzkiej grupy Clannad grającej muzykę folk. Został wydany w 1982 roku przez wydawnictwo Tara Records a wznowiony 11 lat później przez Atlantic Records. Fuaim (wym. Fuum) to irlandzkie słowo oznaczające po prostu "dźwięk". Album sygnalizuje późniejszą, new age'ową, twórczość Clannadu.

## Lista utworów
1. "Na Buachaillí Álainn" – 2:57
2. "Mheall Sí Lena Glórthaí Mé" – 4:17
3. "Bruach Na Carraige Báine" – 2:37
4. "Lá Breá Fán dTuath" – :45
5. "An tÚll" – 3:07
6. "Strayed Away" – 2:46
7. "Ní Lá Gaoithe Lá Na Scoilb?" – 6:11
8. "Lish Young Buy-A-Broom" – 3:30
9. "Mhórag 'S Na Horo Gheallaidh" – 1:43
10. "The Green Fields of Gaothdobhair" – 4:09
11. "Buaireadh An Phósta" – 2:52